# Bessoniella procera
Bessoniella procera is een springstaartensoort uit de familie van de Entomobryidae. De wetenschappelijke naam van de soort is voor het eerst geldig gepubliceerd in 1989 door Deharveng & Thibaud.